# Hermandad de las Angustias (Córdoba)
La Pontificia, Real y Centenaria Hermandad y Cofradía de Nuestra Señora de las Angustias Coronada es una Hermandad de culto católico de Córdoba. Tiene su sede canónica en la Real Iglesia Conventual de San Agustín, y hace su Estación de Penitencia en la tarde-noche del Jueves Santo, siendo la Hermandad más antigua del día y la que más tiempo lleva procesionando de manera ininterrumpida de la Semana Santa de Córdoba.

## Historia
Aunque la cofradía se echó a andar en el siglo XVI, uno de sus momentos más trascendentes llega en la primera mitad del siglo XVII, cuando se decide encargar las actuales imágenes. Es muy probable que el primer titular fuera un cuadro en que se representaba a la Virgen abrazada a Cristo muerto. El lienzo, conocido como cuadro fundacional, se encuentra expuesto en la parte superior del actual retablo de Nuestra Señora de las Angustias, en la Iglesia de San Agustín.
Entonces, en 1626 la Hermandad encargó la hechura de sus Titulares al reconocido escultor Juan de Mesa y Velasco, cordobés afincado en la ciudad de Sevilla. El provincial de los agustinos, Fray Pedro Suárez de Góngora, antiguo prior de San Agustín, fue el intermediario en la operación. De hecho, cabe destacar que, a pesar de ser cordobés origen, no se conocía ningún trabajo del artista destinado para la capital califal. Por desgracia, en el proceso de terminación de las imágenes, el artista terminó falleciendo, un 26 de noviembre de 1627. No obstante, en su propio testamento, Juan de Mesa atestiguó lo siguiente: 

Estoy obligado de hacer una imagen de Nuestra Señora de la Soledad o Angustias de la ciudad de Córdoba para el Padre Maestro Fray Pedro de Góngora, conventual en el Convento de San Agustín de la dicha ciudad, y a la cual no le faltan ni tres días de trabajo.
Juan de Mesa, 1627.

Con el paso de los años, se ha debatido sobre que las imágenes fueron terminadas por algún discípulo del artista, aunque estos fueron detalles menores, y claramente, se distingue la impronta del fallecido imaginero.
Su llegada a Córdoba se produjo el 18 de marzo de 1628, siendo bendecidas en la Iglesia de San Agustín, sede de la Hermandad. Desde entonces, los críticos de arte aseguran que se trata de uno de los conjuntos escultóricos más impactantes y una de las Piedades más hermosas de la cristiandad, a pesar de su peculiar composición. A su vez, se convirtió en una de las piezas más valiosas de la Semana Santa cordobesa, la cual era una fiesta esplendorosa que se encontraba en pleno crecimiento, y en la que sus Hermandades realizaban Estación de Penitencia en la Santa Iglesia Catedral. En el caso de la Hermandad no iba a ser menos, existiendo constancia en 1663 de que las imágenes eran portadas bajo un palio de terciopelo bordado sostenido por seis varales de madera dorada, el cual presentaba 32 campanas pequeñas y era portado por clérigos.

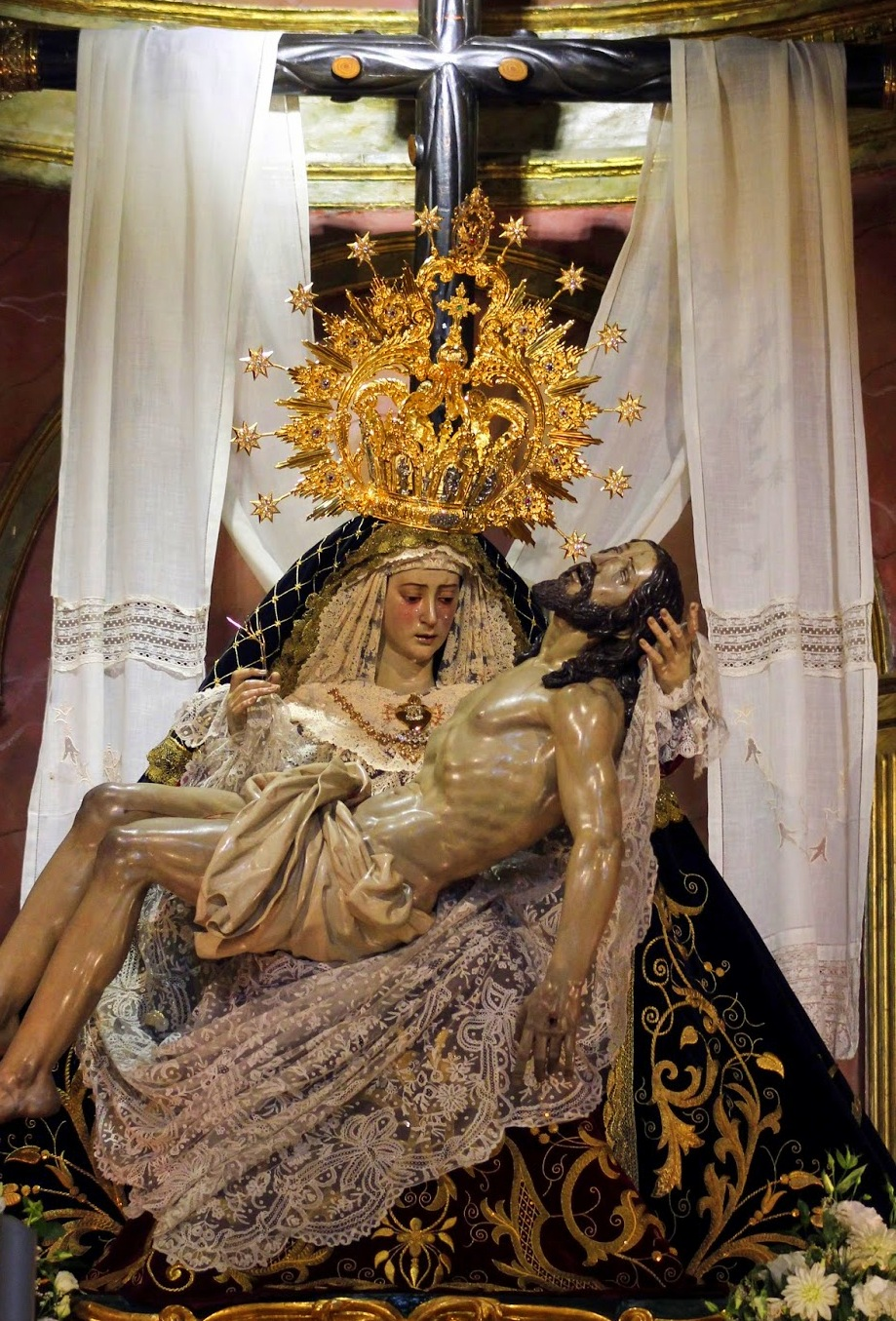
El grupo escultórico de Las Angustias en su camarín de la Iglesia de San Agustín.

La Hermandad mantuvo su esplendor en las décadas siguientes. No obstante, en 1722 tuvo que enfrentarse en los tribunales a la comunidad de frailes agustinos, la cual pretendía arrebatarle a la corporación las imágenes de la Virgen y el Señor, al entender que el pago de estas había sido realizado por Fray Pedro de Góngora. Ante esto, la Hermandad tuvo que demostrar, mediante una serie de documentos legales, la realidad de lo ocurrido casi un siglo antes: el religioso sólo había actuado de intermediario. Los pagos al taller de Juan de Mesa fueron llevados a cabo por la corporación. Fue un enfrentamiento jurídico que duró hasta 1729.
Sin embargo, estaba a punto de llegar una etapa de decadencia de las cofradías. El choque de las ideas de las Ilustración con las ideas tradicionales desembocó en el edicto de 1744 del obispo Miguel Vicente Cebrián, por el cual se prohíbieron las disciplinas, los penitentes cubiertos y las colaciones que iban después de la procesión. A pesar de todo, la Hermandad no sufrió en demasía esta decadencia que sí padecieron muchas otras, que a finales del siglo XVIII empezaron a desaparecer o que ni siquiera podían salir en procesión. De hecho, en 1771 se encargó la magnífica peana tallada y dorada que funcionó como paso y para ensalzar a las imágenes en su camarín, con los evangelistas atribuidos a Juan Xavier Cano. Precisamente, durante esos años se fraguó la unión con los monasterios femeninos, sobre todo el de Santa Marta, por el cual la Cofradía pasaba durante su Estación de Penitencia.
Pero lo peor para las Hermandades llegaría en el siglo XIX, aunque las Angustias volvió a superar todas las dificultades. Primero, en el contexto de la Guerra de la Independencia Española, los franceses ocuparon Córdoba en 1810, usando la Iglesia San Agustín como retablo. La corporación, que si bien es cierto que perdió gran parte de su patrimonio, pudo sacar de allí sus imágenes y se trasladó a San Nicolás, donde permanecieron hasta 1815. Pero cuando parecía que todo volvería a la normalidad, tal y como parecía reflejarse en la Semana Santa de 1819, el obispo Pedro Antonio de Trevilla publicó al año siguiente un nuevo reglamento para la Semana Santa cordobesa. Por éste, se establecía una sola procesión, sin túnica, alhajas ni palios, y sólo con ciertas imágenes, en la tarde del Viernes Santo. La Virgen con el cuerpo de su hijo en brazos ni siquiera estaba. Otras Hermandades acabaron desapareciendo, pero las Angustias continuó. No sería hasta 1849 cuando el Ayuntamiento rescató la Semana Santa y se dispuso a organizar la procesión oficial del Santo Entierro con las pocas cofradías que habían quedado de la época anterior o con imágenes que ni siquiera tenían hermandad. Las Angustias se incorporó a partir de 1851 y rara vez faltó a la cita. La Cofradía también recuperó sus hábitos nazarenos, que a partir de entonces serían negros.
Con la entrada del siglo XX, la Semana Santa de Córdoba al menos seguía viva, pero era evidente la inestabilidad precaria que la fiesta presentaba. No sería hasta la décadas de los años 20 cuando se sentaron las bases de un nuevo esplendor. La II República volvió a ser un paréntesis en el crecimiento de las Hermandades cordobesas, víctimas en esos años de la hostilidad del nuevo régimen político. De hecho, en 1931, la Semana Santa se pudo celebrar con cierta normalidad gracias a que ésta se celebró antes de las elecciones municipales que desembocaron en la abdicación de Alfonso XIII y el establecimiento del sistema republicano. En los años 1932, 1933, y 1934, las autoridades prohibieron la celebración de los desfiles procesionales. El único año durante la existencia de la II República en que la Semana Santa se pudo celebrar con cierta normalidad fue en 1935, con la procesión del Santo Entierro. No obstante, en 1936, tras la reciente victoria del Frente Popular en las elecciones generales, sumado al conflictivo ambiente presente en la sociedad española, y que desembocó en la Guerra civil a mediados de ese año, provocó que las autoridades recomendasen a las Cofradías no realizar su Estación de Penitencia por las calles de la ciudad. A pesar de esto, las Angustias se atrevió a poner a sus Titulares en la calle, siendo la única que lo hizo ese año. Cabe destacar que fue el último año en que la cofradía salió el Viernes Santo. 
Córdoba cayó enseguida en el lado de los sublevados y en 1937 nació la nueva Semana Santa, en la que surgieron un gran número de Hermandades y muchas otras enriquecieron su patrimonio. En el caso de las Angustias no iba a ser menos, estrenando ya ese año un palio ochavado de grandes dimensiones, y el cual presentaba 16 varales. Desmesurado y monumental, era el primero de la Semana Santa de la época moderna, siendo toda una sorpresa para la ciudad en aquel Jueves Santo. Diseñado por Manuel Mora Valle, quien llevaría a cabo en los años siguientes muchos de los enseres que la Cofradía, como su cruz de guía. Las imágenes fueron en ese paso hasta 1957, cuando el Obispo Fray Albino lo desaconsejó, aunque años antes había dado su aceptación a que la Cofradía procesionara a sus dos Titulares bajo palio. 

El paso de las Angustias debe desfilar siempre el Jueves Santo, sin palio y sin luz eléctrica, por no ser litúrgico.
Fray Albino, 1957.

La principal razón, era que el uso del palio en aquella época era ya sobre todo para imágenes de la Virgen María que fueran solas, y las Angustias tratándose de un grupo escultórico, no era acorde su uso. Por ello, en 1959 la Cofradía estrenó el paso actual, obra de Antonio Castillo Ariza y que sería sucesivamente reformado con el paso de los años.
Sin embargo, el hecho más traumático en la historia de la corporación se produjo en 1961. Por decreto del Obispo Manuel Fernández-Conde, la Hermandad se vio obligada a abandonar la Iglesia de San Agustín debido a las obras de restauración que se iban a acometer en el templo. La medida, sin duda, causó conmoción y más de una protesta por parte de los vecinos y fieles que no vieron con buenos ojos el traslado y la marcha de su titular mariana. La Hermandad, obligada a marcharse de forma indefinida, trasladó a su grupo escultórico el viernes 3 de marzo de ese año a la Iglesia Conventual de San Pablo. 

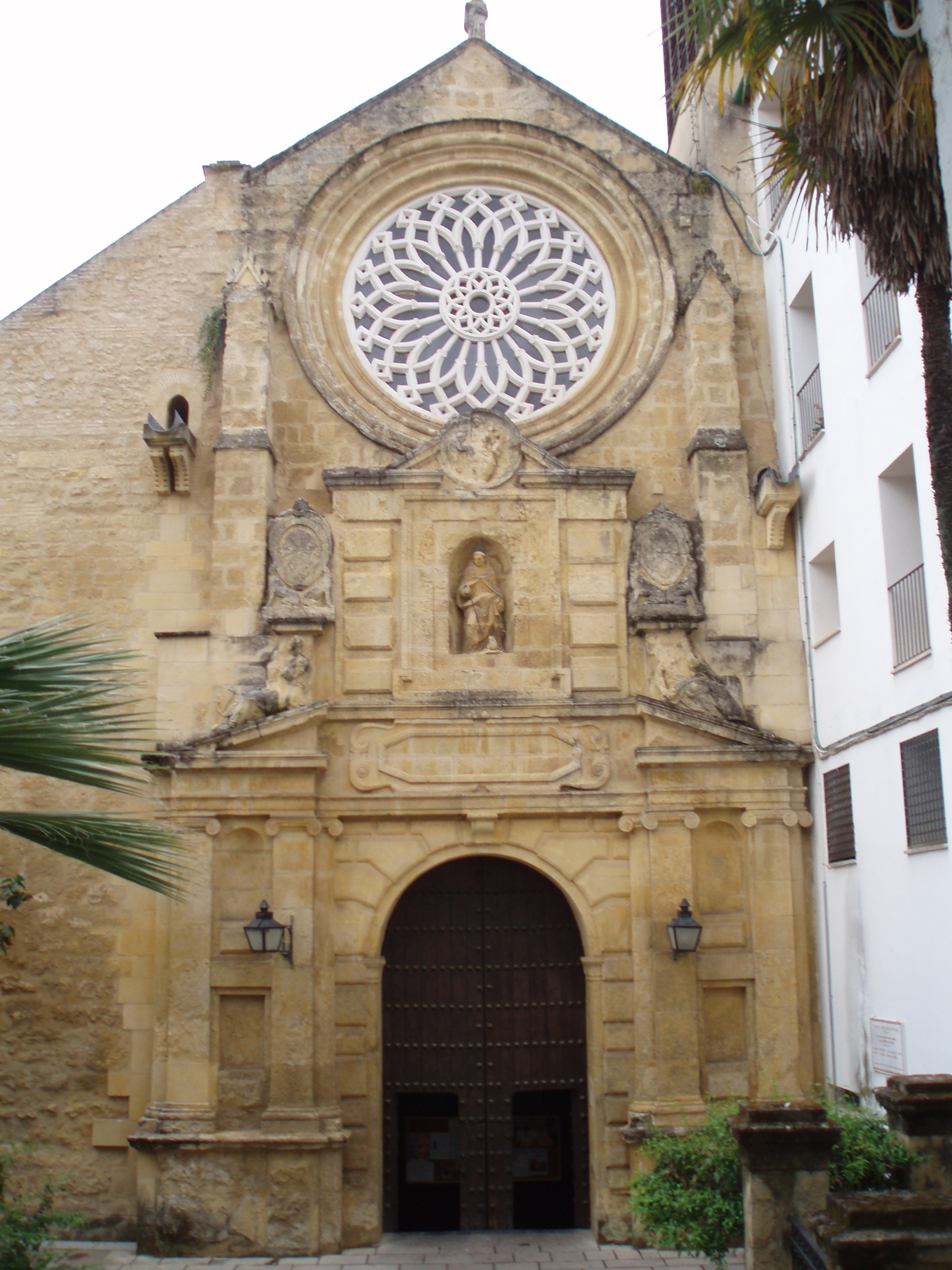
Real Iglesia de San Pablo, sede canónica de la Hermandad entre 1961 y 2014.

Sería en su nueva sede canónica donde, el 11 de octubre de 1987, se produciría la histórica Coronación Canónica de la imagen de la Virgen, siendo la segunda talla mariana de la capital cordobesa en ser distinguida con este privilegio tras la imagen de Nuestra Señora de Los Dolores. Lo que impulsó que se le otorgase a la imagen esta distinción fue la gran devoción que provocaba y sigue provocando entre los fieles cristianos de la ciudad. Fue coronada por el entonces Obispo José Antonio Infantes Florido con la misma corona de plata cincelada por Rafael Peidró y bendecida en 1953, la cual con el paso de las décadas se había convertido en un signo distintivo de la imagen mariana. No obstante, antes de la Coronación, ésta había sido restaurada y enriquecida. Tras la Eucaristía en una Iglesia de San Pablo absolutamente llena, se produjo la procesión del grupo escultórico en unas andas en la que las imágenes lucían sobre su peana del siglo XVIII. En un breve recorrido por el centro de la ciudad y por parte del barrio de San Agustín, la corporación visitó dos conventos: el de las Madres Capuchinas y el de las Jerónimas de Santa Marta, las cuales fueron las madrinas de la Coronación y con las que la Hermandad está muy unida.
Con San Agustín siempre presente, la cual parecía que nunca volvería a abrir sus puertas debido a su lamentable estado, la corporación empezaría a incluir en su recorrido el paso por la plaza de la Iglesia a partir del Jueves Santo de 1995. Esto también se repetiría en la Salida Extraordinaria del año 2008 con motivo del XXV Aniversario de la Coronación Canónica de la talla mariana. Pero por fortuna, con la culminación de las obras en 2009, el grupo escultórico terminó volviendo a la Iglesia con motivo de la exposición conmemorativa del 450 Aniversario de la Hermandad, aunque esto fue provisional. 
Habría que aguardar hasta el 2014. Tras el respectivo permiso del Obispado, el sábado 15 de marzo, La Hermandad dispuso a sus dos imágenes sobre su paso procesional y realizó su salida por última vez de la Iglesia de San Pablo. Así, inició un traslado alegre y vistoso, el cual llenó de fieles, devotos y curiosos las calles del Casco Histórico y que sirvió para el reencuentro cofrade con el barrio de San Agustín, y de antesala a la llegada de la inminente Semana Santa. San Agustín recibió a Las Angustias con repique de campanas y una plaza llena al completo, la cual fue testigo de la sucesión de saetas a las imágenes desde su entrada a la plaza hasta su llegada a la puerta del templo. Y así, entre aplausos y vítores, Las Angustias volvió a hacer su entrada en su templo de origen, el mismo que vio fundarse su Hermandad en 1558, que vio la llegada del grupo escultórico en 1628, y que lo vio partir en 1961.
Durante estos años, además de regresar a su sede canónica original, la corporación participó en varias de las Procesiones Magnas acontecidas en la ciudad de Córdoba, como fueron la del Viacrucis Magno del año 2013, y la Magna Nazarena de 2019.

## Nuestra Señora de las Angustias Coronada

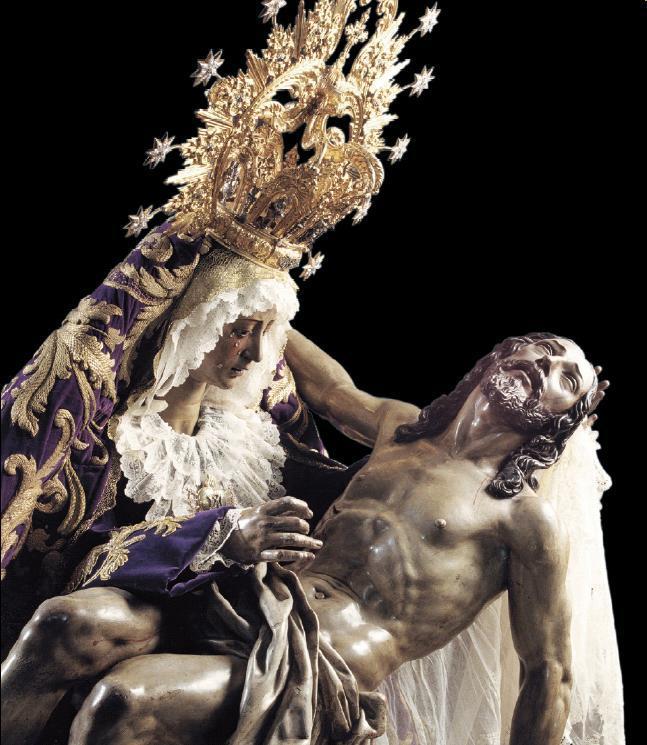

Este grupo escultórico sería la última obra de Juan de Mesa, el considerado gran maestro de la Semana Santa andaluza. Se tratan de dos imágenes llenas de pasión y fuerza, como era habitual en las tallas del imaginero cordobés. Desde su llegada a la ciudad, el conjunto adquirió una gran fama y despertó una gran devoción entre los cordobeses.
Nuestra Señora de las Angustias es una imagen de talla completa aunque pensada para vestir, sedente, que aparece con el rostro bañado en lágrimas (cinco en total). Muestra una sensación de dolor absoluto, que sin embargo no consigue ocultar su singular y delicada belleza, en la que se han extasiado miles de cordobeses a lo largo de los siglos. En su regazo porta la imagen de Cristo muerto, que destaca por su espléndida anatomía y por su unción sacra. El prodigioso brazo derecho cae a los pies de la Virgen , mientras el izquierdo se extiende de manera rígida a la izquierda de la Madre. Aunque se han propuesto otras disposiciones, algunas de las cuales se han ensayado incluso en procesión, una serie de cuadros de los siglos XVII y XVIII muestran que las imágenes siempre se han venerado tal y como hoy se encuentran, por lo que la hermandad las ha mantenido así. La Virgen sostiene una espina en su mano derecha, como si la hubiese acabado de sacar de una de las cejas del Señor, donde se puede ver la señal. Con la mano izquierda sostiene la conmovedora cabeza del Cristo.
Las dos imágenes que componen el grupo están talladas por separado. El Cristo posee todas las características de la obra de Juan de Mesa en este campo, es decir, un rostro en el que se observan todos los ademanes de una persona que acaba de fallecer y además con una muerte violenta, como fue la de Jesucristo. El brazo izquierdo se encuentra en una posición natural teniendo en cuenta la situación. Es el brazo derecho el que presenta una posición algo más antinatural, quizá reflejo del deseo de la madre que lo está sosteniendo intentando obtener un abrazo del cuerpo sin vida de su hijo. Este detalle hace creer a algunos expertos que quizás la figura del Cristo no fuera tallada ex profeso para esta postura, o incluso, para este conjunto. No obstante, esto es un detalle que no ha podido confirmarse.
La imagen de la Virgen es también de una extraordinaria calidad. Esta se encuentra con su hijo muerto en su regazo tras haber fallecido en la cruz y haber sido descendido de la misma. El rostro tiene multitud de pequeños detalles que reflejan todos los matices de lo sufrido por ella. Su rostro aparece enrojecido, fruto de todo el dolor sufrido durante este proceso. La Virgen aparece con el ceño fruncido, pero no es algo especialmente exagerado, son solo leves detalles. Cinco son las lágrimas que resbalan por su rostro, en alegoría a la quinta angustia que la María sufrió al permanecer junto a Jesús clavado en la cruz. 
Desde su realización, sólo se conocen dos restauraciones acometidas en el grupo escultórico. La primera, fue llevada a cabo por el profesor Peláez del Espino en 1976, ya que ese año la Cofradía no pudo realizar Estación de Penitencia por las calles de la ciudad debido al delicado estado de conservación de la Virgen. La segunda, en el año 2010 por el Instituto Andaluz del Patrimonio Histórico, quien llevó a cabo una profunda restauración de las tallas, destacando la limpieza de la policromía, la recuperación de piezas perdidas, y la sustitución de las lágrimas de la Virgen.
Ya entre en lo que se refiere al ajuar, éste es sólo para la talla de la Virgen. Destacan la magnífica corona de plata cincelada por Rafael Peidró, bendecida en 1953 y usada para la Coronación Canónica de 1987; un manto negro bordado en 1817 y reformado en 1958, el cual suele ser su manto habitual de salida cada Jueves Santo; y otro manto morado, bordado en oro por las Adoratrices en 1976, que si bien ha portado en alguna Estación de Penitencia, tiene un carácter mucho más extraordinario y reservado, siendo utilizado especialmente para las ocasiones destacadas.

## Acompañamiento musical
Cada Jueves Santo, el único paso de la Cofradía es acompañado por la Banda de Música de "El Saucejo" de Sevilla.

### Patrimonio musical
Desde la segunda mitad del siglo XX hasta la actualidad, se han dedicado diversas composiciones musicales al grupo escultórico de Las Angustias, siendo estas en su mayoría marchas procesionales interpretadas por bandas de música. Estas son: 
- Virgen de las Angustias, de Enrique Báez Centella (1952)
- Angustias de María, de Jesús Lora Vaquero (2002)
- Madre de las Angustias, de José Manuel Delgado Rodríguez (2007)
- Angustiarum Plena, de Antonio Moreno Pozo (2011)
- El último abrazo de la Madre, de José Ramón Rico Muñoz (2015)
- Madre de Dolores y Angustias, de Cristóbal López Gándara (2015)
- La belleza de un dolor, de Javier Palos Rodríguez (2019)
- Angustias eterna, de Jesús Espinosa de los Monteros (2022)

## Itinerario
- Itinerario de ida: Plaza de San Agustín (Salida), Reja Don Gome, Muñoz Capilla, Fernán P. Oliva, Gutiérrez de los Ríos, Plaza de San Pedro, Lineros, Ribera, Ronda de Isassa.
- Itinerario oficial: Arco del Triunfo, Puerta del Perdón, interior Santa Iglesia Catedral, Puerta de Santa Catalina.
- Itinerario de vuelta: Cardenal González, San Fernando, Diario de Córdoba, Capitulares, San Pablo, Pza San Andrés, H. López Diéguez, Reja Don Gome, Plaza de San Agustín (Entrada).

## Paso por la Carrera Oficial
| Predecesor: La Sagrada Cena | Orden de entrada en la carrera oficial (Jueves Santo) Quinto lugar | Sucesor: Cristo de Gracia |